# Filippo da Casaloldo
Filippo da Casaloldo (Brescia, 1240 circa – Brescia, 21 novembre 1303) è stato un vescovo cattolico italiano.
Era figlio di Bonacorso, conte di Casaloldo, della famiglia dei Casaloldi.
Venne nominato vescovo di Mantova alla morte del predecessore Martino da Parma, avvenuta il 24 luglio 1268.
A seguito degli scontri tra le famiglie di Mantova, Pinamonte Bonacolsi cacciò da Mantova il vescovo Filippo assieme a tutti gli altri membri della famiglia dei conti di Casaloldo e la diocesi venne retta dai vicari. Filippo si rifugiò a Brescia, sua città natale, rimanendovi per sempre.
Solo agli inizi del 1303 l'intervento di Papa Benedetto XI permise al vescovo Filippo di essere ripristinato nel suo mandato. Ma a Mantova non fece ritorno perché morì dopo alcuni mesi.

## Biografia

### Il canonicato a Mantova
Alcuni documenti riguardanti la famiglia da Saviola, legata ai Casaloldo anche da vincoli di parentela, forniscono informazioni su questo conte e canonico della cattedrale insieme, figlio del conte Bonacorso di Balduino.
Dall'archivio capitolare della cattedrale di Mantova risulta così che nel 1259 il canonico Petrinus de Saviola, con il canonico Filippo conte di Casaloldo, ha la prebenda di S. Cassiano..
Secondo Torelli il conte e canonico Filippo, nominato per la prima volta proprio nel 1259 con il documento ricordato, sarebbe in realtà sempre attestato nella forma diminutiva – Phylippinus comes di Casaloldo -, cosa che lo distinguerebbe da un altro canonico della cattedrale dei da Saviola, pure chiamato Philipus, sicuramente nella veste di canonico dal 1227 al 1232, in quanto in questi anni compare con il cognome de Saviola, indicato invece semplicemente come d. Philipus canonicus dal 1222 al 1260.
Comunque, nonostante spesso si trovi indicato senza cognome, egli non è confondibile con il conte Filippo, per divergenze sia di denominazione – Filippo / Filippino - sia cronologiche.

### L'esilio da Mantova
Nel 1272, mentre era canonico della cattedrale di Mantova - per D'Arco all'incirca da 14 anni, cioè dalla fine degli anni '50 del XIII secolo, periodo che corrisponde abbastanza bene alla prima attestazione del medesimo Filippo, che è del 1259 -, fu coinvolto nell'esilio decretato da Pinamonte dei Bonacolsi contro tutti i conti Casaloldi.

Costretti a ritirarsi nel loro feudo di Gonzaga, i da Casaloldo patirono il sequestro dei beni da parte del comune di Mantova, che ne assegnò una larga fetta ad Antonio Corradi da Gonzaga. Questi, forse nel 1264, insieme ai fratelli aveva sofferto – dice la motivazione di vendita – "molti danni, in concomitanza con l'attuale lotta, nel territorio e nelle pertinenze di Gonzaga, a causa dell'opera malvagia dei conti Casaloldi".
Dunque, per risarcire Antonio Gonzaga del danno subito, consistente, secondo l'interpretazione di Sissa, in spogliazioni in terra et pertinentis Gonzage e in Marmirolo subite da suo padre Guido per istigazione dei conti Casalodi, Pinamonte fece assegnare ai Gonzaga una ricca prebenda della cattedrale tolta al canonico Filippo Casaloldi.
Secondo D'Arco, tale assegnazione-indennizzo avvenne nel 1274, mentre il Luzio propone di correggere tale data, ritenendo che tale disposizione sia da porre nello stesso anno della cacciata dei conti di Mantova, il 1272.
In ogni caso, la politica dei Bonacolsi puntava in quel momento ad assicurarsi l'amicizia dei da Gonzaga, ed anche per questo motivo lo stesso Pinamonte donò loro i beni di coloro che erano stati banditi, tra cui i conti di Casaloldo, in particolare Alberto, e fece promulgare la legge per la concessione ad Antonio Corradi-Gonzaga della ricca prebenda del canonico Filippo da Casaloldo, con il pretesto che i Casaloldi avevano commesso alcune malefatte contro gli stessi Gonzaga, forse intorno al 1264, ancora precedentemente all'avvento del Bonacolsi alla guida del comune, o forse durante il periodo in cui, dopo l'espulsione da Mantova nel 1272, i conti erano asserragliati nel castello di Gonzaga.

### L'episcopato in esilio
A complicare la situazione della Mantova che si avviava a cadere nelle mani dei Bonacolsi, sopraggiunse l'elezione, da parte del pontefice, dello stesso Filippo da Casaloldo a vescovo di Mantova, dopo quattro anni dalla morte del vescovo Martino da Parma, nel 1268. Infatti, forse nello stesso 1272, appena prima che avvenissero le convulse vicende connesse al bando subito dai conti Casaloldi e alla presa di potere da parte di Pinamonte, era stato eletto vescovo, dopo quattro anni di vacanza della carica, proprio Filippo di Casaloldo, membro della famiglia sconfitta in quell'anno da Pinamonte. Quali che fossero i motivi di una vacanza di quattro anni della cattedra vescovile, tale nomina era intempestiva e destinata a provocare reazioni negative.
Infatti i Bonacolsi ed il comune mantovano si rifiutarono di riconoscere quella nomina, unicamente perché Filippo era anche un conte di Casaloldo, e quindi un loro avversario; il papa pose perciò l'interdetto alla Chiesa di Mantova, e dichiarò nulle le investiture fatte durante l'esilio del vescovo Filippo.
Ma la politica di Pinamonte e dei suoi successori verso la Chiesa difese a spada tratta la ragione di stato, e fu irremovibile nella opposizione alla nomina a vescovo di Filippo di Casaloldo.
Alcuni dei conti ritornarono così in Brescia, e Filippo, che in questa città era probabilmente nato, nel 1275 fu accolto dai canonici della cattedrale bresciana.

#### Il canonicato a Brescia
A Brescia proprio nel 1275 morì il vescovo di quella città, Martino. Il 21 settembre di quell'anno, nella sala dell'episcopio, si raccolsero i sacerdoti bresciani scelti dalle pievi territoriali e dalle parrocchie urbane per eleggere il nuovo presule.
Tra i canonici chiamati a scegliere il vescovo bresciano, figura il conte Filippo Casaloldo, il quale per l'appunto doveva essere giunto da poco in Brescia. Tutti gli uomini di Chiesa convenuti a Brescia trasmisero poi a sei del loro consesso la facoltà diretta di eleggere il vescovo: la scelta cadde infine su Berardo Maggi, anch'egli canonico della cattedrale.
Probabilmente il conte Filippo partecipò alla richiesta, avanzata al comune di Brescia dagli eredi dei conti Casalodi il 2 giugno 1285, di autenticazione dei diplomi da loro concessi dagli imperatori lungo il corso dell'ultimo secolo.
In Brescia vivevano infatti anche altri Casaloldi, come Bonacolso, che nel 1309 è menzionato come canonico della cattedrale di questa città, figlio del conte Pietro, che era fratello del vescovo Filippo: questo Bonacolso, canonico e nipote di Filippo, era stato investito da Berardo Maggi, vescovo di Brescia, di alcuni beni e diritti nel comune di Rovato.

#### La lotta per l'episcopato e la morte

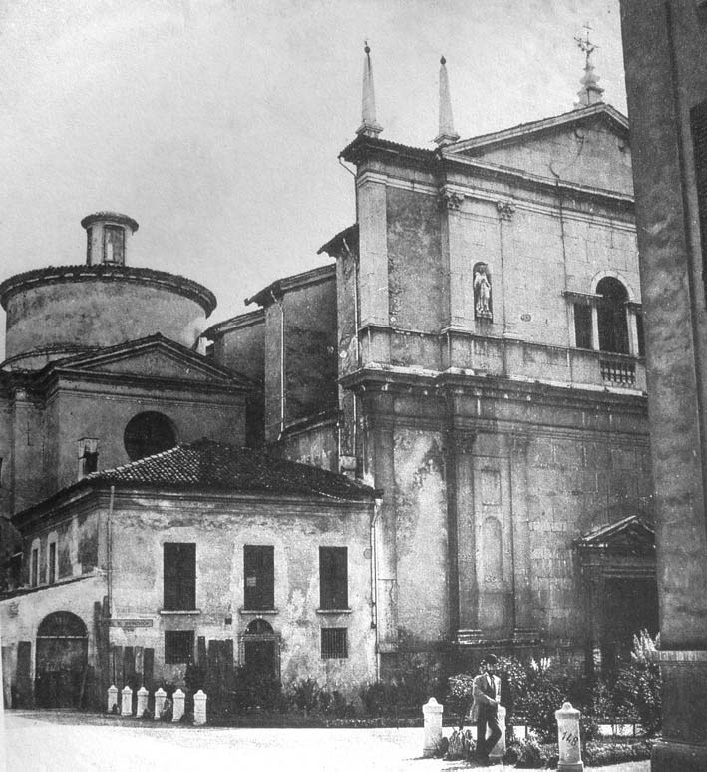
La chiesa di San Domenico a Brescia, ora demolita, ospitava i sepolcri di alcuni dei conti, tra cui il vescovo Filippo

Dopo il 1293, anno della morte di Pinamonte Bonacolsi, il conte di Casaloldo dovette tentare di ottenere dalla curia romana e dal pontefice Bonifacio VIII il riconoscimento formale dei suoi diritti pastorali e feudali, chiedendo la riconferma della sua elezione e della sua consacrazione alla cattedra di Mantova.
Un documento datato 1295 conferma che erano in atto prese di posizione in merito a tale questione, perché in quell'anno il signore reggente di Mantova, Bardellone Bonacolsi, riunì il consiglio di credenza e fece nominare procuratore del comune presso la curia romana un fidato canonico della cattedrale, certo Giacomo Vignosi. Questi avrebbe dovuto cercare di opporsi con ogni mezzo all'azione promossa da Filippo Casaloldi al fine di ottenere dall'amministrazione pontificia il riconoscimento dei suoi diritti episcopali e il rientro in Mantova per prendere finalmente possesso della sua diocesi.
Sembra che il Vignosi abbia amministrato con successo la sua missione politica, perché non risulta che durante il pontificato di Bonifacio VIII la curia papale abbia preso alcun provvedimento per sanare la difficile situazione mantovana.
Infatti, fu solo sotto il successore di Bonifacio VIII, papa Benedetto XI, che la lunga vicenda venne alla fine risolta a favore del conte e vescovo Filippo: fu appunto il 16 febbraio 1303 che il papa lanciò l'interdetto sulla città di Mantova, dichiarando illegali ed invalide tutte le dignità ecclesiastiche conferite durante l'assenza del responsabile conte Filippo Casaloldo, essendo egli l'unico vescovo legittimo, mentre venivano dichiarati nulli tutti i provvedimenti presi senza l'approvazione di quest'ultimo.
Si tratta di un provvedimento molto serio ed esplicito, che avrebbe potuto avviare alla conclusione il problema apertosi in seguito all'espulsione dei conti di Casaloldo dalla città di Mantova, ma fu comunque troppo tardivo. Qualche mese più tardi, infatti, il vescovo Filippo fu colpito da violente febbri, che lo stroncarono nella città di Brescia, ove si era da tempo ritirato.
Forse fu proprio il provvedimento preso da Benedetto XI che portò l'Ughelli, il seicentesco autore di "Italia Sacra", ad affermare che il conte Filippo, proveniente dalla terra bresciana di Casaloldo, venne eletto alla sede episcopale di Mantova solo nel 1303 e che ne beneficiò solo per pochi mesi; mentre il papa intendeva legittimare un'elezione che era avvenuta probabilmente quasi trent'anni prima.
Alla base di una serie di notizie storiche locali, che vogliono appunto che Filippo sia stato creato vescovo e sia morto nello stesso anno, il 1303, dev'esserci appunto questo errore. Lo storico mantovano Davari, rifacendosi al ricordato documento del 1295, più correttamente suppone invece che il Casaloldo sia diventato vescovo di Mantova prima di tale anno, anche se a suo avviso non molto prima.
Così egli, vescovo eletto di Mantova, morì esule e lontano dalla sua cattedra appunto nel novembre 1303, in Brescia, sua città d'origine, ove risiedeva provvisoriamente in attesa di essere ammesso effettivamente alla carica di vescovo di Mantova, diocesi di cui non poté mai prendere possesso, e che rimase dunque, e rimarrà ancora per qualche tempo, senza un vero vescovo.
Fu sepolto nell'antica chiesa di S. Domenico, oggi scomparsa, ove, a detta del Donesmondi, esistevano monumenti e ritratti della famiglia dei conti di Casaloldo. L'iscrizione sepolcrale, riportata dallo stesso Donesmondi, diceva:
(Ippolito Donesmondi)
Il successore fu Filippo dei Bonacolsi, frate minore, già vescovo di Trento, che per uno strano destino morì subito dopo, nel dicembre del 1303, senza nemmeno sapere d'essere stato nominato da papa Benedetto XI alla sede della sua città, dopo la scomparsa del tanto avversato Filippo di Casaloldo, avvenuta solo un mese prima..